# Rittergut Pösigk

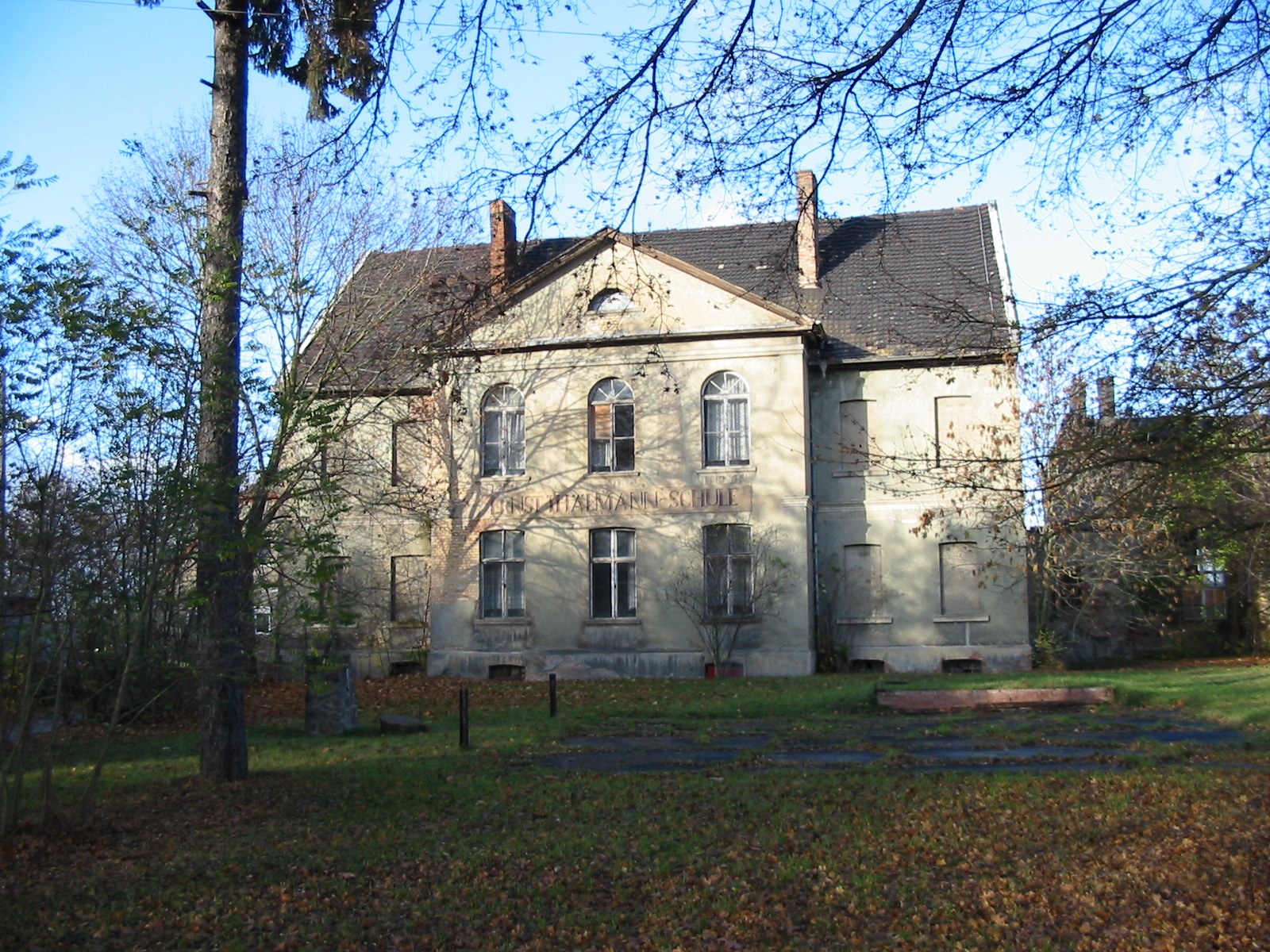
Rittergut Pösigk, spätere Ernst-Thälmann-Schule

Das Rittergut Pösigk war ein kursächsisches Mannlehngut, das 1810 in ein Erblehngut umgewandelt wurde. Das Gutshaus wurde nach 1945 u. a. als Schulgebäude genutzt. Es befindet sich in Pösigk, einem  Ortsteil  der Stadt Südliches Anhalt im Landkreis Anhalt-Bitterfeld in Sachsen-Anhalt.

## Geschichte
Das Rittergut befand sich in der Frühen Neuzeit im Besitz der Adelsfamilie von Schlegel. Nach dem Dreißigjährigen Krieg saßen die von Voigt und von Heyse auf dem Rittergut, bis es 1736 in bürgerlichen Besitz geriet.
1765 kaufte der Dübener Amtmann Christian Gotthelf Benemann von den Geschwistern Johann Gottfried August, Gottfried Ernst Wilhelm und Gottfried Carl Lebrecht Müller deren Rittergut Pösigk ab. Spätestens 1790 überließ Christian Gotthelf Benemann das Rittergut seinem Sohn Christian Johann Gotthelf Benemann, der es 1810 in fremde Hände gab.
Im Gutshaus, einem zweigeschossigen, siebenachsigen Satteldachbau, wurde die erste Land-Oberschule der DDR eingerichtet. U.a. wurde eine Turnhalle angebaut. Ein Teil der Räume diente als Gemeindebüro. Im Juni 1984 wurde die Schule geschlossen. Seit Ende der 1990er Jahre steht das Gutshaus völlig leer und verfällt, nachdem es 2012 an einen ausländischen Bieter versteigert wurde.